# El cazador del desierto
El cazador del desierto és la segona part de la trilogia de Getafe escrita per Lorenzo Silva, i una de les primeres incursions d'aquest autor en la novel·la juvenil. Tot i que, com ell mateix diu, que un llibre estigui protagonitzat per adolescents no vol dir que els adults no puguin llegir-lo, sinó ben al contrari. Fou publicat en 1998 pel Grupo Anaya.
La història s'inicia al mes d'octubre, amb l'inici del curs escolar. Tres amigues comencen un nou curs amb no gaires ganes de treballar. La cosa canvia, però, quan coneixen a un nou alumne de la seva classe, que des del principi, mostra tenir unes idees ben pròpies i alhora ben peculiars. Una d'elles, la més intel·ligent, racional i calculadora, de seguida se sent atreta per aquest caràcter aparentment tant oposat al seu, i decideix descobrir perquè el noi té aquest comportament.
A través de certes pel·lícules, llibres i llargues tardes de conversa, ell es va obrint a la noia, i alhora al lector, per anar-nos explicant què l'ha dut a ser com és.
La història aporta alhora al lector idees sobre molts temes: l'enfrontament de la raó amb al sentiment, la motivació per fer les coses, el sentit de seguir amb l'estil de vida que els altres esperen que portem, quines actituds tenir davant la vida, la complexitat de les relacions humanes, la importància de la sensibilitat, l'afecte per altres cultures, la importància de l'empatia, el valor dels prejudicis...